# Cabane de couvertures

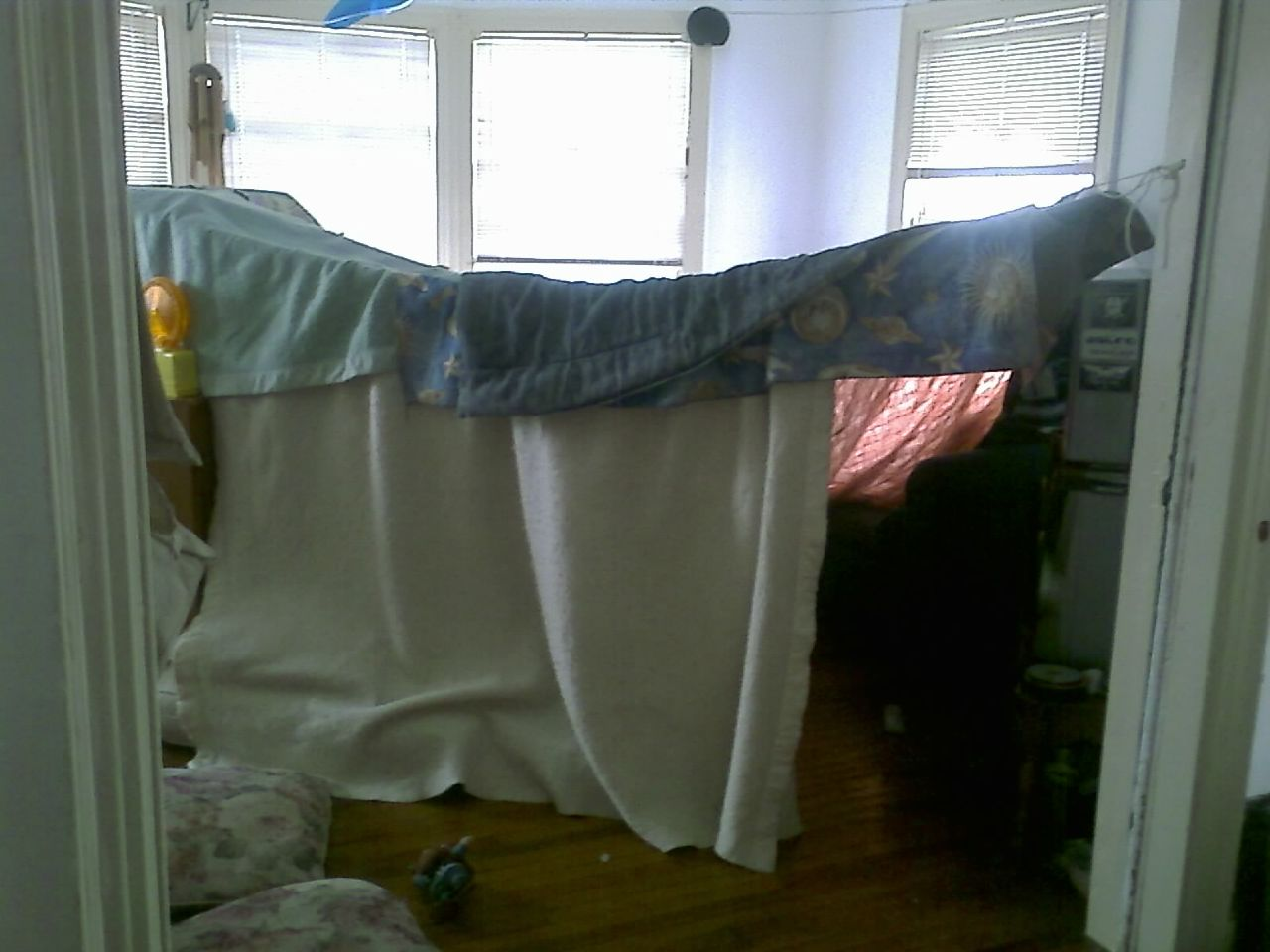
Exemple de cabane faite de couvertures. Ici, les couvertures sont soutenues par des fils fixés aux murs.

Une cabane de couvertures et de chaises est un type de cabane parfois construite par les enfants dans leur chambre à coucher. Ces cabanes sont constituées de plusieurs chaises, qui constituent les éléments porteurs, et de couvertures que l'on pose sur les chaises. L'accès à la cabane se fait en position accroupie ou à quatre pattes.
La cabane a les usages variés d'une cabane pour enfant : on peut par exemple y boire un verre de lait à l'abri des regards ou converser avec ses nounours ou ses poupées dans un volume adapté à leur taille.
Très prisées chez les enfants aux États-Unis, les cabanes faites de couvertures et de chaises peuplent la littérature d'enfance et de jeunesse, par exemple Corduroy's Sleepover, livre de la série des Corduroy de l'auteur américain Don Freeman, dans lequel le héros, le petit nounours Corduroy, est invité à une soirée pyjama afin d'y construire une cabane de ce type ; ou encore If You Give a Pig a Party, de Laura Numeroff et Felicia Bond, paru en 2005.

## Sources
- (en) Cet article est partiellement ou en totalité issu de l’article de Wikipédia en anglais intitulé « Blanket fort » (voir la liste des auteurs).